# Avenue de la Division-Leclerc (Puteaux)
Pour les articles homonymes, voir Avenue de la Division-Leclerc.
L'avenue de la Division-Leclerc est une voie de communication située à Puteaux (Hauts-de-Seine).

## Situation et accès
Cette avenue est accessible par la station de métro La Défense, sur la ligne 1 du métro de Paris et la gare de Courbevoie.
Une partie de son tracé est souterrain, passant sous la dalle de La Défense.

## Origine du nom
Cette voie de communication est nommée en hommage à la 2e division blindée, unité de la 1re armée française de l'arme blindée et cavalerie créée pendant la Seconde Guerre mondiale par le général Leclerc.

## Historique

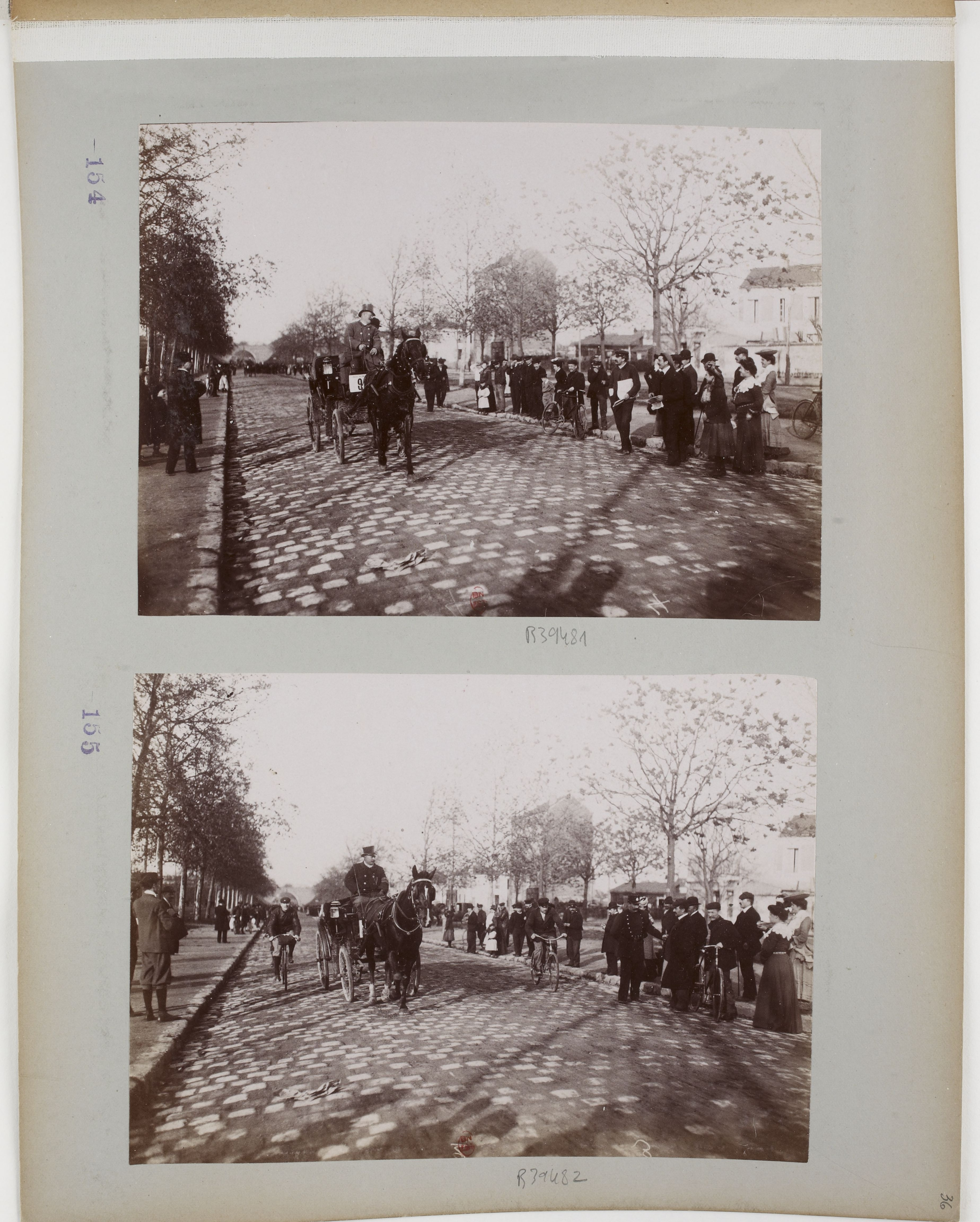
Course de fiacre en 1904.

L'avenue de la Division-Leclerc s'appelait autrefois route du Havre.

## Bâtiments remarquables et lieux de mémoire
- Tour Trinity[2].
- Notre-Dame de Pentecôte[3].